# World RX de Alemania 2015
El World RX de Alemania 2015, oficialmente All-Inkl.com Rallycross of Germany fue la quinta prueba de la Temporada 2015 del Campeonato Mundial de Rallycross. Se celebró del 20 al 21 de junio de 2015 en el Estering ubicado en la ciudad de Buxtehude, Baja Sajonia, Alemania. Esta prueba del campeonato compartió fecha con el Campeonato de Europa de Rallycross.
La prueba fue ganada por Davy Jeanney quien consiguió su primera victoria de la temporada y de su carrera a bordo de su Peugeot 208, Petter Solberg término en segundo lugar en su Citroën DS3 y Timmy Hansen finalizó tercero con su Peugeot 208.

## Supercar

### Series
| Pos.            | No. | Piloto               | Equipo                          | Auto            | H1   | H2  | H3  | H4  | Pts |
| --------------- | --- | -------------------- | ------------------------------- | --------------- | ---- | --- | --- | --- | --- |
| 1               | 17  | Davy Jeanney         | Team Peugeot-Hansen             | Peugeot 208     | 1º   | 1º  | 1º  | 27º | 16  |
| 2               | 1   | Petter Solberg       | SDRX                            | Citroën DS3     | 10º  | 4º  | 3º  | 1º  | 15  |
| 3               | 15  | Reinis Nitišs        | Olsbergs MSE                    | Ford Fiesta ST  | 3º   | 3º  | 8º  | 6º  | 14  |
| 4               | 99  | Tord Linnerud        | Volkswagen Team Sweden          | Volkswagen Polo | 6º   | 2º  | 7º  | 11º | 13  |
| 5               | 3   | Johan Kristoffersson | Volkswagen Team Sweden          | Volkswagen Polo | 2º   | 27º | 10º | 7º  | 12  |
| 6               | 7   | Manfred Stohl        | World RX Team Austria           | Ford Fiesta     | 23º  | 13º | 6º  | 4º  | 11  |
| 7               | 92  | Anton Marklund       | EKS RX                          | Audi S1         | 13º  | 21º | 5º  | 8º  | 10  |
| 8               | 4   | Robin Larsson        | Larsson Jernberg Racing Team    | Audi A1         | 8º   | 9º  | 4º  | 28º | 9   |
| 9               | 21  | Timmy Hansen         | Team Peugeot-Hansen             | Peugeot 208     | 5º   | DNF | 13º | 13º | 8   |
| 10              | 13  | Andreas Bakkerud     | Olsbergs MSE                    | Ford Fiesta ST  | 4º   | 11º | EXC | 10º | 7   |
| 11              | 42  | Timur Timerzyanov    | Namus OMSE                      | Ford Fiesta ST  | DNF  | 10º | 9º  | 16º | 6   |
| 12              | 77  | René Münnich         | All-Inkl.com Münnich Motorsport | Audi S3         | 18º  | 14º | 26º | 14º | 5   |
| 13              | 57  | Toomas Heikkinen     | Marklund Motorsport             | Volkswagen Polo | DNS  | 15º | 11º | 9º  | 4   |
| 14              | 45  | Per-Gunnar Andersson | Marklund Motorsport             | Volkswagen Polo | 25º  | 6º  | DNF | 17º | 3   |
| 15              | 10  | Mattias Ekström      | EKS RX                          | Audi S1         | DNF  | DNF | 17º | 3º  | 2   |
| 16              | 55  | Alx Danielsson       | All-Inkl.com Münnich Motorsport | Audi S3         | 30.º | 17º | 29º | 18º | 1   |
| 17              | 31  | Max Pucher           | World RX Team Austria           | Ford Fiesta     | 27º  | 23º | EXC | 29º |     |
| Reporte Oficial |     |                      |                                 |                 |      |     |     |     |     |

- Los 17 pilotos mundialistas disputaron los heats junto a los pilotos del Campeonato de Europa, haciendo que en cada heat corrieran un total de 35 pilotos.

### Semifinales
Semifinal 1
| Pos.            | No. | Piloto               | Equipo                 | Tiempo     | Pts |
| --------------- | --- | -------------------- | ---------------------- | ---------- | --- |
| 1               | 21  | Davy Jeanney         | Team Peugeot-Hansen    | 03:45.665  | 6   |
| 2               | 3   | Johan Kristoffersson | Volkswagen Team Sweden | +1.219     | 5   |
| 3               | 17  | Timmy Hansen         | Team Peugeot-Hansen    | +2.141     | 4   |
| 4               | 42  | Timur Timerzyanov    | Namus OMSE             | +2.812     | 3   |
| 5               | 15  | Reinis Nitišs        | Olsbergs MSE           | +6 Vueltas | 2   |
| 6               | 92  | Anton Marklund       | EKS RX                 | +6 Vueltas | 1   |
| Reporte Oficial |     |                      |                        |            |     |

Semifinal 2
| Pos.            | No. | Piloto           | Equipo                          | Tiempo     | Pts |
| --------------- | --- | ---------------- | ------------------------------- | ---------- | --- |
| 1               | 1   | Petter Solberg   | SDRX                            | 03:49.052  | 6   |
| 2               | 99  | Tord Linnerud    | Volkswagen Team Sweden          | +0.390     | 5   |
| 3               | 13  | Andreas Bakkerud | Olsbergs MSE                    | +0.752     | 4   |
| 4               | 4   | Robin Larsson    | Larsson Jernberg Racing Team    | +1.782     | 3   |
| 5               | 7   | Manfred Stohl    | World RX Team Austria           | +1 Vuelta  | 2   |
| 6               | 77  | René Münnich     | All-Inkl.com Münnich Motorsport | +6 Vueltas | 1   |
| Reporte Oficial |     |                  |                                 |            |     |

### Final
| Pos.            | No. | Piloto               | Equipo                 | Tiempo    | Pts |
| --------------- | --- | -------------------- | ---------------------- | --------- | --- |
| 1               | 21  | Davy Jeanney         | Team Peugeot-Hansen    | 03:45.662 | 8   |
| 2               | 1   | Petter Solberg       | SDRX                   | +4.901    | 5   |
| 3               | 17  | Timmy Hansen         | Team Peugeot-Hansen    | +5.538    | 4   |
| 4               | 3   | Johan Kristoffersson | Volkswagen Team Sweden | +5.815    | 3   |
| 5               | 13  | Andreas Bakkerud     | Olsbergs MSE           | +10.188   | 2   |
| 6               | 99  | Tord Linnerud        | Volkswagen Team Sweden | +11.231   | 1   |
| Reporte Oficial |     |                      |                        |           |     |

## Campeonato tras la prueba
Estadísticas Supercar
| Pos. | Driver               | Points |
| ---- | -------------------- | ------ |
| 1    | Petter Solberg       | 138    |
| 2    | Johan Kristoffersson | 103    |
| 3    | Andreas Bakkerud     | 88     |
| 4    | Timmy Hansen         | 79     |
| 5    | Davy Jeanney         | 77     |
| 5    | Reinis Nitišs        | 77     |

- Nota: Solo se incluyen las cinco posiciones principales.